# David Valadao

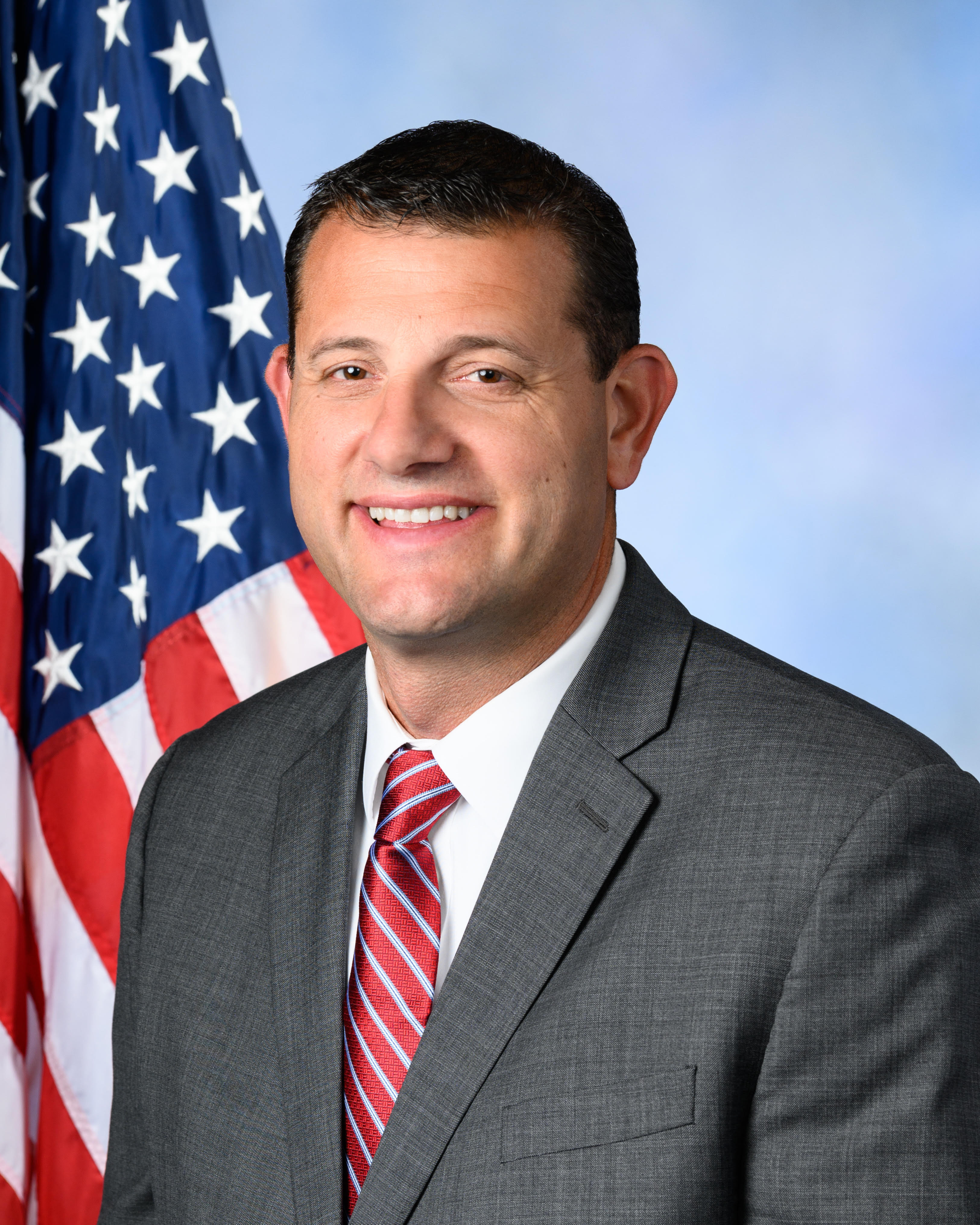
David Valadao (2020)

David Goncalves Valadao (* 14. April 1977 in Hanford, Kings County, Kalifornien) ist ein US-amerikanischer Politiker der Republikanischen Partei. Seit Januar 2013 vertritt er den 21. Distrikt des Bundesstaats Kalifornien im US-Repräsentantenhaus. Er verlor die Wahl 2018 gegen den demokratischen Gegenkandidaten TJ Cox. Bei den Wahlen im November 2020 und im November 2022 gewann er seinen Sitz wieder.

## Werdegang
David Valadaos Familie emigrierte 1969 von den Azoren in die USA, in das Central Valley. Er absolvierte bis 1995 die Hanford High School. Zwischen 1996 und 1998 besuchte er das College of the Sequoias. Seither arbeitete er in der Landwirtschaft, vor allem in der Milcherzeugung. Er war Geschäftsführer einer Milcherzeugerfirma, die er zusammen mit seinen Brüdern betrieb. Außerdem war er Mitglied des California Milk Advisory Board und einiger anderer Vereinigungen der Milchindustrie.
David Valadao ist seit 1999 mit seiner Frau Terra verheiratet und Vater von drei Kindern. Die Familie lebt in Hanford (Kalifornien).

## Politische Laufbahn
Politisch wurde Stewart Mitglied der Republikanischen Partei. Zwischen 2010 und 2012 saß Valadao als Abgeordneter in der California State Assembly, wo er Mitglied im Landwirtschaftsausschuss, im Haushaltsausschuss und im Handelsausschuss war.
Bei der Wahl 2012 wurde Valadao im 21. Distrikt Kaliforniens in das Repräsentantenhaus der Vereinigten Staaten in Washington, D.C. gewählt, wo er am 3. Januar 2013 die Nachfolge von Devin Nunes antrat, der in den umstrukturierten 22. Kongresswahlbezirk wechselte. Valadao gewann die Wahl mit 59,9 Prozent der Stimmen gegen den Demokraten John Hernandez. Im Jahr 2014 konnte er mit 57,8 % der Stimmen gegen die Demokratin Amanda Renteria gewinnen. 2016 siegte er mit 56,7 % gegen den Demokraten Emilio Huerta. Bei der  Wahl 2018 unterlag er dem Demokraten Terrance John Cox knapp mit 862 Stimmen Rückstand, nachdem er die Vorwahl noch mit über 62 % gewinnen konnte. Das Wahlergebnis stand erst nach vier Wochen Auszählung fest, nachdem Valadao am Wahlabend noch mit 5000 Stimmen vorn gelegen hatte. Er schied am 3. Januar 2019 aus dem Kongress aus. Am 3. Januar 2021 wurde er erneut Repräsentant des Distrikts, in dem er Cox bei der Wahl zum Repräsentantenhaus der Vereinigten Staaten 2020 mit 50,4 % und 1522 Stimmen Vorsprung besiegte. Seine aktuelle, insgesamt vierte Legislaturperiode im Repräsentantenhaus des 117. Kongresses läuft noch bis zum 3. Januar 2023.
Die Primary (Vorwahl) für die Wahlen 2022, nunmehr für den 22. Distrikt, am 7. Juni konnte er mit 25,6 % nicht gewinnen, er wurde Zweiter. Er trat am 8. November 2022 gegen den Abgeordneten der California State Assembly, Rudy Salas von der Demokratischen Partei, an. Dieser hatte die offene Vorwahl mit 45,4 % deutlich gewonnen. Valadao gewann jedoch die Hauptwahl mit 51,5 %. 2024 setzten sich in der Vorwahl erneut Valadao und Salas durch und wieder gewann Valadao mit 53,4 %.

### Ausschüsse
Valadao ist aktuell Mitglied in folgenden Ausschüssen des Repräsentantenhauses:
- Committee on Appropriations
  - Agriculture, Rural Development, Food and Drug Administration, and Related Agencies
  - Military Construction, Veterans Affairs, and Related Agencies

### Zweites Amtsenthebungsverfahren gegen Trump
Am 13. Januar 2021, eine Woche nach dem Sturm auf das Kapitol in Washington stimmten David Valadao und mit neun andere Abgeordneten der Republikaner sowie alle Abgeordnete der Demokraten für das zweite Impeachment-Verfahren gegen Donald Trump. Von diesen zehn Abgeordneten wurden nur zwei wiedergewählt.